# Баскська націоналістична партія
Баскська націоналістична партія (баск. Euzko Alderdi Jeltzalea — EAJ, ісп. Partido Nacionalista Vasco — PNV, фр. Parti Nationaliste Basque ━ PNB, EAJ-PNV) — політична партія, яка діє переважно в Іспанії, ідеологією якої є баскський націоналізм та ідея створення незалежної або автономної Баскської держави. Партія також діє і у Франції, але не відіграє там помітної ролі. Також партія має офіси, засновані Баскською діаспорою, переважно у Венесуелі, Аргентині, Мексиці, Уругваї, Чилі і США.